# Longinus Da Cunha
Longinus Da Cunha (ur. 30 lipca 1945 w Boawae, zm. 6 kwietnia 2006) – indonezyjski duchowny katolicki, arcybiskup Ende 1996-2006.

## Życiorys
Święcenia kapłańskie otrzymał 10 lipca 1973.
23 lutego 1996 papież Jan Paweł II mianował go arcybiskupem Ende. 10 lipca 1996 z rąk biskupa Donatusa Djagomy przyjął sakrę biskupią. Funkcję sprawował aż do swojej śmierci.
Zmarł 6 kwietnia 2006.